# Куринский, Валерий Александрович
Валерий Александрович Куринский (13 июля 1939, Красноармейское, Сталинская область — 3 мая 2015, Киев) — советский и украинский поэт-песенник, полиглот, автор книг.

## Биография
В раннем детстве во время Второй мировой войны попал вместе с семьёй в концлагерь недалеко от Вены, в Аустерлице. После окончания войны, в 1945 году, его родители и старший брат были повторно арестованы и попали в заключение, но уже в СССР. Экстерном окончил школу. Получил высшее музыкальное образование в Киевской государственной консерватории имени П. И. Чайковского, которую окончил в 1969 году, в 1970—1971 гг. работал ответственным секретарём Союза композиторов Украины.
Как поэт-песенник работал с композитором Игорем Шамо (стихи для песен «Берёза», «Провожала мать», «Упали две звезды», «Днепровский вальс», который исполняла Евгения Мирошниченко; стихи для оратории «Скоморошины», 1982 г.). Музыку на слова песни «Выйду я за околицу» написал композитор Юрий Щуровский. Песню «Берёза» на стихи Валерия Куринского исполняла народная артистка России Тамара Миансарова. Песня «Провожала мать» (в оригинале на украинском языке «Проводжала мати») впервые была исполнена в середине 1970-х гг. народным артистом СССР Дмитрием Гнатюком. Куринский также работал с такими композиторами, как Валентин Сильвестров, Николай Полоз, Владимир Губа.
Параллельно с деятельностью поэта-песенника занимался самодеятельными исследованиями в направлении социологии, философии жизни и образования, заявив в итоге о разработке нового педагогического направления под названием «постпсихология». Проводил тренинги по своей методике в Москве, Санкт-Петербурге, Софии, Будапеште.  Основал и возглавил собственную "международную академию автодидактики", опубликовал ряд книг и статей, излагающих его систему самообразования и изучения языков. Сочинял также музыкальные произведения и стихи, автор более 5000 сонетов на русском, украинском, английском языках.

## Фильмография
- 1971 — Зозуля с дипломом — текст песен
- 1978 — Предвещает победу — текст песен
- 1985 — Мужчины есть мужчины — текст песен

## Книги
- Куринский В. А. [www.lib.ru/POEZIQ/KURINSKIJ/autodid-engl.txt Автодидактика. Тезисы. Стихи. Опыт изучения китайской иероглифики]. — Киев, «Радянська школа», 1990.
- Куринский В. А. Постпсихологическая автодидактика. Ч. 1: Лекции. Изд. 1-е Москва, 1991.
- Куринский В. А. Пустые множества. Проза. Сонеты 1991—1992. — Киев, 1999.
- Куринский В. А. Услышь иное. Сонеты. — 1993.
- Куринский В. А. [www.lib.ru/POEZIQ/KURINSKIJ/guvernantka.txt Когда нет гувернантки… Автодидактика для детей и взрослых]. — Москва, 1997.
- Куринский В. А. «Аэробика во рту». Обучение предартикулятивным настройкам, артикулятивной кинетике и национальному речевому тембру английского, французского и немецкого языков. — Москва, 1997, Киев, 2004.
- Куринский В. А. Троекнижие и «Афоризмы». — Киев, 2003.
- Куринский В. А. Аккорды. Стихи и афоризмы. — Киев, 2003.
- Куринский В. А. Постпсихологическая автодидактика. Ч. 1: Лекции. Изд. 4-е. доп. — Киев, 2006. — 408 с.
- Куринский В. А. Постпсихологическая автодидактика. Ч. 2: Монография. — Киев, 2006. — 660 c.
- Куринский В. А. Прямую в близьку далечінь: Вірші та афоризми — К.: ПАТ «Віпол», 2015. — 600 с.
- Куринский В. А. «Із метушні вихоплюючи барви»: Вірші та афоризми — К.: ПАТ «Віпол», 2016. — 352 с.
- Куринский В. А. Закон зигзага: Вірші та афоризми — К.: ПАТ «Віпол», 2016. — 580 с.
- Куринский В. А. «Autodidactics»: Part 1. — К.: ТОВ «Сік Груп Україна», 2016. — 448 с.
- Куринский В. А. «Постпсихологическая философия здоровья»: Лекции — К.: «Саміт-Книга», 2017. — 496 с. http://sbook.com.ua/ru/home/378-postpsikhologicheskaya-filosofiya-zdorovya-lekcii.html  .